# 装甲騎兵ボトムズ 鋼鉄の軍勢
『装甲騎兵ボトムズ 鋼鉄の軍勢』（そうこうきへいぼとむず こうてつのぐんぜい）は、タカラ(現タカラトミー)が1999年9月30日に発売したプレイステーションソフト。

## 概要
サンライズのテレビアニメ『装甲騎兵ボトムズ』の家庭用ソフト第5弾で、それまでのボトムズゲームは3Dシューティングゲームとなっていたが、本作は初めてシミュレーションゲームという形になった。
同年発売の『ライトニングスラッシュ』と同様のオリジナル作風になっており、本作オリジナルメカデザインも大河原邦男、キャラクターデザインも塩山紀生となった。
本ゲーム用のために描きおろされた新ATをはじめ、そのATの戦闘シーンが雪上というそれまでの作品（雪上戦がアニメ映像化されたのは後の『ペールゼン・ファイルズ』）に見られなかった部分が加わっている他、原作者である高橋良輔作品の『太陽の牙ダグラム』のような惑星独立闘争のような政治色もゲーム独自の世界観を造っている。
また、原作主人公キリコ・キュービィーの存在を匂わせるシーンと、TVシリーズ初期と最終回へのリンクに加え、OVA『赫奕たる異端』の銀河結社アレギウムも関わっている設定というボトムズファン注目の要素も多い。
通常版の他、初回限定版は『新世代ロボット戦記ブレイブサーガ』の設定資料や『ブレイブサーガ2』の開発途中画像等を収録した公式データディスク「勇者の証2」も同梱された（通常版、限定版とも6800円）。

## ゲームシステム
ゲームは全パイロットが1回ずつ行動した時点で1ターン終了となり、これの繰り返しで進行する。
プレイヤーは部隊のパイロットに移動と攻撃を命じる事で敵を撃破する。パイロットは機体重量やレベル等からターン内での行動順を設定され、AP（アクションポイント）を消費して行動を行うと同時に疲労値（最大100％）が蓄積される。APが残量不足になると行動を起こせなくなるほか、疲労値も蓄積量に応じて次のターンでの行動順を遅くされ、同時に武器の命中率も下方修正される。最大APはパイロットのレベルアップによって増やすことが可能であり、AP消費量は威力の高い武器を使用するほど多くなる傾向が強い。
行動終了すると、終了前のAP残量に応じて疲労値が減少する場合もあり、特にAPを全く使わずに終了すれば疲労値は確実に0％となる。なお、消費したAPはターン終了時に全回復する。
他にも地形効果の高低差では、高い場所に陣取る事も戦いを有利に進める事も出来る。そして、ターン制限内及び、部隊の損害結果によって、マップをクリアするとランクが付く。
ランクは習得した数値を合計した結果で3段階あり、GOOD、NORMAL、BADの3つのルートに分かれる。ゲームは主だって全3章で、その章の中の決められた数のマップをクリアした時のランク合計によって、3つのストーリーのうちのどれかに進む事になる。
各ステージのクリア条件
敵を殲滅せよ
マップ上の敵を全滅させる。
目的地まで移動せよ
味方のうち1機を所定の地点へ移動させる。敵を全滅させてもよい。
〇〇機を目的地まで護衛せよ
特定のパイロットの乗機を所定の地点へ移動させる。敵を全滅させてもよい。

## ストーリー
第一部
百年戦争末期、ギルガメス星域で有数のヂヂリウム産出量を誇る惑星マグダレナは、バララント軍の攻撃によって陥落は時間の問題だった。その中で郷土愛に溢れる快男児ハザウェイの指揮する部隊が、祖国の窮地を救うべく立ち上がる。
第二部
ハザウェイ中隊の奮戦の甲斐も無く、マグダレナは占領された。それから二年近くの月日が流れた。
惑星の現体制に不満を抱くマックスウェルらはレジスタンス･マグダレナ解放戦線を立ち上げて、再び戦場に向かう･･････。

## 登場キャラクター
ハザウェイ
マグダレナ王立軍第23機甲大隊ハザウェイ中隊を束ねる部隊の長。元はマクダレナ貴族の出身だったが、貴族社会のしがらみを嫌い、母国愛に溢れ、母国の窮地を救うべく軍人となったいきさつを持つ。
百年戦争終結間近の第3次マグダレナ攻防戦で捕虜となりかけるが、部隊の一同に救出されるものの、祖国はその時降伏を決意していた。それを納得できぬ気持ちを休戦時に抱き続けたまま、後に第4次銀河大戦開始間近にマクダレナ解放戦線を組織したが、その独立の志を果たす前に戦死する。

### 第1小隊
マックスウェル
ゲーム主人公。ギルガメス星域のマグダレナ王立軍第23機甲大隊第ハザウェイ中隊第1小隊隊長で、年齢は29歳で階級は曹長。百年戦争末期にてマグダレナ防衛の為に戦っていたが、戦争終結後に昔の仲間達の誘いも受けて、バララントに占領されたマグダレナ独立の為に再び戦うことになる。
ジャスパー
部隊最年少で、年齢は20歳の一等機甲兵。未熟ながらも奮闘していたが、百年戦争終結間近に戦死する。
ドウェイン
部隊では最高齢で、年齢43歳で階級は軍曹。
AT乗りの腕前も確かであり、部隊の人々からの信望も厚い。

### 第2小隊
レイノルズ
ドウェインとは戦友であるハザウェイ小隊の最古参。年齢は43歳で上級曹長。
ドウェイン共々、部隊の人々から豪放で頼りになる人物として見られている。
マッケイ
マグダレナ出身の女性軍人。年齢26歳で階級は伍長。
非常に慎重で落ち着いた性格の女性だが、ハザウェイとは不倫関係にあり、ハザウェイ戦死の際には冷静さを失う事もあった。
シモンズ
第2小隊の一員で、26歳の伍長。
ヘビー級ATを使いこなし、戦場では勘の良さも武器にする。

### 第3小隊
コムズ
第3小隊隊長で階級は曹長の35歳。
愛国心が強く、マグダレナの国教であるラ・ヴァーン教の熱心な信者であり、それ故に他のメンバーから煙たがられていたが、法皇モーニックへの忠誠心の為にハザウェイを裏切る。
メル
第3小隊のAT乗りで、部隊のムードメーカー。
25歳の伍長で、おどけた顔つきと言動で周囲を和ませていたが、GOODルートでは部隊のメンバーをコムズの裏切りによって殺され、そのコムズと差し違える最期を遂げる。
ステップニー
マグダレナ出身の女性兵。大戦時は通信兵だった。
恋人が目の前で戦死したことで、マクダレナ解放戦線に参加するが、GOODルートではコムズの裏切りによって死亡。

## 登場メカ
本作オリジナルATは、それまでの設定には無い旧型機が多く描き下ろされたのが特徴。『赫奕たる異端』出演のエルドスピーネの初期型に加えて、TVシリーズ第一話冒頭のカットのみに登場し、後にバララント軍のATに設定されたブロッカーも出演した。

### AT
- ATM-09-ST スコープドッグ
- ATM-09-STC ストロングバックス
- ATM-09-SNC アバランチドッグ
- ATM-09-WP マーシィドッグ
- ATM-09-RSC スコープドッグレッドショルダーカスタム
- ATM-09-DD バーグラリードッグ
- ATM-09-TC スコープドッグターボカスタム
- ATH-06-WP ダイビングビートル
- ATH-06-SNC スライディングビートル
- ATH-14-ST スタンディングトータス
- ATH-14-SNC スレッジトータス
- ATH-14-WP スタンディングタートル
- B･ATM-02 ブロッカー
- B･ATM-03 ファッティー
- B･ATM-05-DT ファッティー陸戦型
- B･ATM-08-WP ファッティー湿地戦型
- B･ATM-06-SNC ファッティー雪上戦型
- ATM-04-ST イグザートキャトル
- ATM-06-ST マスカレイドコング
- ATM-08-ST スペンディングウルフ
- X･ATH-02-DT ラビドリードッグ
- ATH-12-SNC フィアズリードッグ
- X･ATM-01 エルドスピーネ

### ビークル
- 装甲トラック
- B･AMV-19 スカラベ
- 武装トレーラー
- GMBT-208-II アストラッド

## スタッフ
SUNRISE STAFF
原案 - 矢立肇
原作 - 高橋良輔
キャラクターデザイン - 塩山紀生
メカニックデザイン - 大河原邦男
監修 - 竹田裕一郎、（株）サンライズ
スペシャルサンクス- 望月克己
TAKARA STAFF
シニア・エグゼクティブプロデューサー - 佐藤博久
エグゼクティブプロデューサー - 森川雅博
プロデューサー - 池上剛史
マーケティング・リーダー - 森岡俊広
チーフマーケティング・SLGアドバイザー - 岩崎正浩
セールス・リーダー - 熊田聡
DEVELOPMENT STAFF
プランナー - 山内一弘、綾部史剛
3Dデザイナー - 山本桂、吉留賢一、草野匠
マップ・デザイナー - Fiy
2Dデザイナー - 亀田亀吉、KEN-TA、古鬼雷太郎
メイン・プログラマー - 濱田義明
SOUND STAFF
作曲・アレンジ - 山田靖子（REEB）
サウンド・エディット - 小池範夫（REEB）、たーせ（REEB）
テストプレイ - ポールトゥウィン株式会社
イメージ・CGイラスト - （株）バーンハウスエフェクト 川見
パッケージ・デザイン - （株）インタック